# Таєтон (Вашингтон)
Таєтон (англ. Tieton) — місто (англ. city) в США, в окрузі Якіма штату Вашингтон. Населення — 1389 осіб (2020).

## Географія
Таєтон розташований за координатами 46°42′9″ пн. ш. 120°45′20″ зх. д. / 46.70250° пн. ш. 120.75556° зх. д. (46.702584, -120.755534).  За даними Бюро перепису населення США в 2010 році місто мало площу 2,13 км², уся площа — суходіл. В 2017 році площа становила 2,27 км², уся площа — суходіл.

## Демографія
Згідно з переписом 2010 року, у місті мешкала 1191 особа в 358 домогосподарствах у складі 279 родин. Густота населення становила 559 осіб/км².  Було 385 помешкань (181/км²).
Расовий склад населення:
| - 59,9 % — білих - 2,4 % — корінних американців - 0,3 % — чорних або афроамериканців - 0,3 % — азіатів - 0,1 % — вихідців з тихоокеанських островів - 31,9 % — осіб інших рас |

До двох чи більше рас належало 5,3 %. Частка іспаномовних становила 64,4 % від усіх жителів.
За віковим діапазоном населення розподілялося таким чином: 33,8 % — особи молодші 18 років, 59,2 % — особи у віці 18—64 років, 7,0 % — особи у віці 65 років та старші. Медіана віку мешканця становила 29,2 року. На 100 осіб жіночої статі у місті припадало 98,2 чоловіків;  на 100 жінок у віці від 18 років та старших — 97,0 чоловіків також старших 18 років.
Середній дохід на одне домашнє господарство  становив 47 251 долар США (медіана — 41 711), а середній дохід на одну сім'ю — 52 221 долар (медіана — 46 645). За межею бідності перебувало 21,6 % осіб, у тому числі 27,4 % дітей у віці до 18 років та 11,0 % осіб у віці 65 років та старших.
Цивільне працевлаштоване населення становило 562 особи. Основні галузі зайнятості: сільське господарство, лісництво, риболовля — 19,4 %, освіта, охорона здоров'я та соціальна допомога — 17,6 %, транспорт — 15,7 %.